# For Big Stakes
For Big Stakes is een Amerikaanse western uit 1922. De stomme film is bewaard gebleven en ligt in een archief in Tsjechië.

## Verhaal
'Clean-up' Sudden (Tom Mix) is een zwerver die vrijwillig de taak op zich neemt een kleine boerengemeenschap van gespuis te bevrijden. De corrupte sheriff Blaisdell (Al Fremont) wordt ontslagen, waarna Blaisdell een van zijn handlangers - Scott Mason (Sid Jordan) - de lieftallige Dorothy Clark (Patsy Ruth Miller) laat ontvoeren. Mason bindt haar vast aan een boom en wil haar levend laten verbranden. Ook zet hij de ranch van de familie Clark in de fik. Maar Sudden komt in actie: hij redt Clark, terwijl Mason in de vlammen omkomt. Hij kan de gebouwen echter niet redden, al toont Sudden zich hiermee wel de enige rechtvaardige eigenaar van de ranch.

## Rolverdeling
| Acteur            | Personage         |
| ----------------- | ----------------- |
| Tom Mix           | 'Clean-up' Sudden |
| Patsy Ruth Miller | Dorothy Clark     |
| Sid Jordan        | Scott Mason       |
| Bert Sprotte      | Rowell Clark      |
| Joe Harris        | Ramon Valdez      |
| Al Fremont        | Sheriff Blaisdell |
| Earl Simpson      | Tin Hon Johnnie   |
| Tony het paard    | Tony              |